# Sonofon (radiofabrik)
Sonofon var en dansk radio- og elektronikfabrik, der blev grundlagt i 1921 af ingeniørerne Kjeld Prytz og Viggo Berthelsen. I begyndelsen fremstillede man kun spoler, P-B Spoler, men fra 1927 også radioer. Fabrikken solgte også radioer som byggesæt. 
Fra 1928 solgte man ud over spoler og transformatorer også kondensatorer. 
I 1944 trak Viggo Berthelsen sig fra firmaet, og Kjeld Prytz blev eneejer. 
Fabrikkens radioer og radiogrammofoner kunne ofte fås i flere forskellige træsorter. 
Kjeld Prytz mente ikke, at tiden endnu var moden til fjernsyn, så Sonofon kunne ikke vise noget fjernsynsapparat frem på den store radioudstilling i Forum i 1950. Fra 1955 fik man fjernsynsapparater leveret fra L&H. Det følgende år kunne fabrikken selv producere fjernsyn. 
En FM-transistorradio med 9 transistorer blev fremstillet i 1960.
I 1962 lukkede fabrikken.